# کاراچایفسک
شهر کاراچایفسک (به روسی: Карачаевск) در کشور روسیه و در جمهوری کاراچای-چرکسیا واقع شده‌است.